# تیمو راوتیاینن
تیمو راوتیاینن (انگلیسی: Timo Rautiainen؛ زادهٔ ۲۵ ژانویهٔ ۱۹۶۳) خواننده سبک هوی متال، ترانه سرا و نوازندهٔ گیتار اهل کشور فنلاند است. وی از سال ۱۹۸۱ میلادی تاکنون مشغول فعالیت بوده‌است و تاکنون ۴ آلبوم ترانه منتشر نموده است.